# Славинск (Петриковский район, деревня)
Славинск (бел. Славінск) — деревня в Голубицком сельсовете Петриковского района Гомельской области Беларуси.
На севере и западе граничит с лесом.

## География

### Расположение
В 18 км на запад от Петрикова, 19 км от железнодорожной станции Копцевичи (на линии Лунинец — Калинковичи), 208 км от Гомеля.

## Транспортная сеть
Рядом автодорога Житковичи — Петриков. Планировка состоит из прямолинейной улицы, ориентированной с юго-востока на северо-запад. Застройка деревянная усадебного типа.

## История
Начало деревне положил фольварк помещика Киневича. После реформы 1861 года его земли по исполнительным актам отошли к крестьянам деревень Гелены, Голубица, Дорошевичи, Снядин, которые начали здесь селиться. В 1931 году организован колхоз. Во время ВОв разрушено 90 домов, убито 8 жителей. Восстановлена. 
В 1972 году к деревне присоединён соседний посёлок Слензаки. В составе совхоза «Голубичский» (центр — деревня Голубица).

## Население

### Численность
- 1940 год - 140 домов, 480 жителей.
- 1945 год - 50 домов.
- 1959 год - 199 жителей (согласно переписи)
- 2004 год — 31 хозяйство, 53 жителя.